# Flugplatz Maiana

i7
i11
i13
Der Flugplatz Maiana (englisch Maiana Airport, IATA-Code: MNK, ICAO-Code: NGMA) ist ein kleiner regionaler Flughafen auf dem zu den zentralen Gilbertinseln gehörenden Atoll Maiana des Staates Kiribati im Pazifischen Ozean. Der Flugplatz befindet sich im nördlichen Teil des Atolls, 250 Meter vom Ort Tekaranga entfernt.
Air Kiribati verbindet den Flugplatz zweimal wöchentlich mit dem Bonriki International Airport auf Tarawa.

## Flugverbindungen
- Air Kiribati (Tarawa)